# 諾亞方舟銀幣
諾亞方舟銀幣，是首套由亞美尼亞中央銀行發行的投資型硬幣，亦是亞美尼亞的法償之一。

## 發行
亞美尼亞在獨立後曾發行幾款數量有限的纪念币，而諾亞方舟銀幣則是以投資市場為目標，希望能媲美加拿大楓葉銀幣、美國鷹揚銀幣等的著名投資型銀幣。不同幣值的諾亞方舟銀幣有不同的重量；截至2015年7月，亞美尼亞中央銀行分別發行了重量為四分之一盎司、二分之一盎司、一盎司、五盎司、十盎司、一公斤、五公斤的諾亞方舟銀幣，它們的幣值分別是100德拉姆、200德拉姆、500德拉姆、1,000德拉姆、5,000德拉姆、10,000德拉姆和20,000德拉姆。
諾亞方舟銀幣由德國的蓋格抗腐蝕金屬有限公司負責鑄造和銷售，而用於鑄造這款銀幣的金屬已確認符合伦敦金银协会的規定。蓋格抗腐蝕金屬有限公司只鑄造了2,000枚諾亞方舟銀幣，一半會流入歐洲市場，另一半則由亞美尼亞中央銀行負責流通。每20枚諾亞方舟銀幣會放進一個保護管，以薩克森出產的木盒盛載；蓋格抗腐蝕金屬有限公司亦有提供多款諾亞方舟銀幣的套裝，套裝包含三枚分別重四分之一盎司、二分之一盎司和一盎司的銀幣，有手製的木盒包裝。
截至2015年7月，諾亞方舟銀幣可在奧地利、美國、捷克等地的商店購買，而瑞士投行和巴登-符腾堡州银行也有提供這款銀幣。

## 設計
諾亞方舟銀幣的正面有亞美尼亞國徽，以及亞美尼亞語和英語中的「亞美尼亞共和國」一詞；正面羅列了銀幣的面值、重量、發行年份，以及銀的純度。銀幣的正面也有质量证明的標記。
諾亞方舟銀幣背面上的圖案是以《圣经·創世記》的故事為依據；在「諾亞方舟」的故事裡，上帝命令挪亞建造一艘方舟，從而保護挪亞一家和地球上的動物躲過即將來臨的大洪水，方舟在洪水消退後停留在亞拉臘山的頂點。在諾亞方舟銀幣的背面，前方有一頭銜着橄欖枝的鳩鴿，後面有諾亞方舟在海上飘流，背景則有亞拉臘山的兩個山峰，但亞拉臘山目前位於土耳其境內。

## 文件[6][7]
| 年   | 1/4 oz  | 1/2 oz  | 1 oz    | 5 oz  | 10 oz | Kilo  | 5 Kilo |
| ---- | ------- | ------- | ------- | ----- | ----- | ----- | ------ |
| 2011 | 17,068  | 15,533  | 268,325 |       |       |       |        |
| 2012 | 173,696 | 102,028 | 457,576 | 3,550 | 2,003 | 2,449 | 163    |
| 2013 | 124,713 | 90,024  | 581,800 | 2,436 | 1,992 | 2,826 | 171    |
| 2014 | 113,723 | 87,563  | 566,323 | 4,535 | 3,645 | 2,590 | 476    |
| 2015 | 183,622 | 139,722 | 960,182 | 3,348 | 4,065 | 2,485 | 473    |
| 2016 | 292.562 | 156.002 | 529.202 | 4.123 | 4.562 | 3.606 | 449    |
| 2017 | 388.501 | 81.701  | 479.551 | 2.559 | 2.360 | 1.507 | 332    |
| 2018 | —       | —       | —       | —     | —     | —     | —      |

## 外部連結
- 諾亞方舟銀幣官方網站（页面存档备份，存于）（英文）（德文）